# Prodidomus woodleigh
Prodidomus woodleigh är en spindelart som beskrevs av Norman I. Platnick och Baehr 2006. Prodidomus woodleigh ingår i släktet Prodidomus och familjen Prodidomidae.
Artens utbredningsområde är Western Australia. Inga underarter finns listade i Catalogue of Life.